# Amt Südtondern
Het Amt Südtondern is een Amt in de Duitse deelstaat Sleeswijk-Holstein. Het Amt omvat het noordelijkste deel van de Kreis Noord-Friesland. Het bestuur is gevestigd in Niebüll. 
Het Amt ontstond in 2008 uit de voormalige Ämter Bökingharde, Karrharde, Süderlügum, Wiedingharde en de stad Niebüll. Het is het grootste Amt in de deelstaat.

## Deelnemende gemeenten
1. Achtrup
2. Aventoft
3. Bosbüll
4. Braderup
5. Bramstedtlund
6. Dagebüll
7. Ellhöft
8. Emmelsbüll-Horsbüll
9. Enge-Sande
10. Friedrich-Wilhelm-Lübke-Koog
11. Galmsbüll
12. Holm
13. Humptrup
14. Karlum
15. Klanxbüll
16. Klixbüll
17. Ladelund
18. Leck
19. Lexgaard
20. Neukirchen
21. Niebüll, Stad
22. Risum-Lindholm
23. Rodenäs
24. Sprakebüll
25. Stadum
26. Stedesand
27. Süderlügum
28. Tinningstedt
29. Uphusum
30. Westre